# Западная железная дорога
Западная железная дорога — железная дорога в СССР. Линии располагались на территории Московской, Смоленской, Калининской, Брянской, Витебской, Полоцкой и Минской областей и восточной части Литовской ССР.
Протяжённость дороги на 1951 год составляла 2556,5 км, управление дороги располагалось в Смоленске.

## История
Линия Москва — Смоленск Московско-Брестской железной дороги (позднее — Александровской) был построен в 1870 году, участок Смоленск — Негорелое в 1871 году. В 1894 году сдана в эксплуатацию линия Жуковка — Смоленск — Витебск — Бигосово. В 1904 году линия Орша — Витебск — Невель. В 1927 году линия Орша — Лепель. В 1931 году линия Рославль — Кричев.
Западная железная дорога образована в 1936 году при разделении Московско-Белорусско-Балтийской на Калининскую и Западную.
В годы Великой Отечественной войны большая часть дороги была на временно оккупированной немецкими войсками территории. Многие железнодорожники участвовали в борьбе с захватчиками как бойцы Красной армии и как партизаны. Бывший начальник паровозного депо Орша К. С. Заслонов возглавлял партизанскую бригаду, ядром которой стали железнодорожники.
В 1951 году Минское отделение дороги объединено с Брест-Литовской железной дорогой в Минскую железную дорогу.
В 1953 году Западная железная дорога объединена с Калининской. В 1957 году Белорусской железной дороге были переданы Витебское и Оршанское отделения.

## Начальники
- Ковалёв, Иван Владимирович (1937—1939)
- Егоров, Вячеслав Петрович (с января по декабрь 1944 года)